# Domenico del Tasso
Pour les articles homonymes, voir Tasso (homonymie).
Domenico del Tasso (San Gervasio ou Florence, 1440 - Florence, 1508) est un sculpteur sur bois, un artiste italien de la Renaissance du Quattrocento.

## Biographie
Domenico del Tasso a pour frères  Chimienti il Vecchio et  Cervagio del Tasso, et on doit à son atelier le banc du tribunal de la Sala delle Udienze del Collegio del Cambio de Pérouse, par ailleurs connue pour le cycle de fresques du Pérugin qui en couvrent tous les murs.

## Œuvres
- Boiseries de la Sala delle Udienze del Collegio del Cambio, (1495)
- Cassone (1471-1503 ca.), « legno di noce intarsiato, tre stemmi entro ghirlande: stemma del Cardinale Giuliano della Rovere, stemma dei Montefeltro e stemma ignoto », Galerie nationale de l'Ombrie, Pérouse.
- Cassone (coffre de mariage décoré également), Los Angeles County Museum of Art.
- Stalles de la cathédrale de Florence commencées vers 1463 par Giuliano et Benedetto da Maiano, terminées par Domenico del Tasso.
- Chœur en bois de la Badia Fiorentina, Florence.
- Chœur en bois ouvragé de l'abside du Dôme San Lorenzo de Pérouse, avec de Giuliano da Maiano.